# Niki Rüttimann
Niki Rüttimann (født 12. august 1962 i Thal) er en tidligere schweizisk landevejscykelrytter.